# Fluff (musikalbum)
Fluff är ett musikalbum som är producerat av den svenska rockgruppen Atomic Swing och släpptes den 1 mars 1997 i Sverige.

## Låtlista
Alla låtar är skrivna och komponerade av Niclas Frisk. 
| Nr  | Titel                  | Längd |
| --- | ---------------------- | ----- |
| 1.  | Midnight Scraper       | 00:20 |
| 2.  | Bougt And Sold         | 03:51 |
| 3.  | Walking My Devil       | 04:36 |
| 4.  | My Last Humiliation    | 04:41 |
| 5.  | When My High Goes Down | 03:54 |
| 6.  | Straight Forever       | 03:27 |
| 7.  | Gone In The Smoke      | 03:20 |
| 8.  | Stray Dog              | 04:07 |
| 9.  | Teenage Nocturne       | 05:09 |
| 10. | Waiting On A Friend    | 04:33 |
| 11. | Revival Days           | 03:52 |